# داريل دوفي
داريل دوفي (بالإنجليزية: Darryl Duffy)‏ (16 أبريل 1984 بغلاسكو في المملكة المتحدة - ) هو لاعب كرة قدم بريطاني في مركز الهجوم. شارك مع منتخب اسكتلندا تحت 21 سنة لكرة القدم ومنتخب اسكتلندا الثانوي لكرة القدم ‏. أما مع النوادي، فقد لعب مع سوانزي سيتي ونادي بريتشين سيتي ونادي بريستول روفيرز ونادي رينجرز ونادي سالغاوكار ونادي فالكيرك ونادي كارلايل يونايتد ونادي هارتلبول يونايتد ونادي هيبرنيان وهال سيتي ونادي جوا ونادي تشيلتنهام تاون لكرة القدم.

## وصلات خارجية
- داريل دوفي على موقع قاعدة بيانات كرة القدم.إي يو (الإنجليزية)
- داريل دوفي على موقع Soccerbase.com (لاعب) (الإنجليزية)
- داريل دوفي على موقع Soccerway.com (الإنجليزية)